# 宮島史年
宮島 史年（みやじま ふみとし、1974年2月27日 - ）は、日本の男性声優、ナレーター。東京都出身。

## 人物
以前は81プロデュースに所属していた。
趣味・特技は日本舞踊。

## 出演作品

### ナレーション
- 趣味の園芸 やさいの時間（NHK Eテレ）
- スッキリ 木曜・隔週金曜（日本テレビ）2017年10月〜
- ウワサの保護者会（NHK Eテレ）
- 土曜時代ドラマ（NHK 総合・副音声 解説）
- news23（TBS）2019年6月〜
- ドライブ A GO!GO!（テレビ東京）
- 地球アゴラ（NHK BS1）
- オドロキ見たいテレビ びっくりぃむ（テレビ朝日）
- NEWS ZERO（日本テレビ）
- 団塊スタイル（NHK Eテレ）
- 伝心伝承（釣りビジョン）
- スターゴルフマッチ（テレビ埼玉）
- 美と健康のブルガリア紀行（テレビ東京）
- ＃声優ぷらす（2018年10月5日・2019年4月21日、NHK総合）（ナレーター）

### テレビアニメ
2001年
- 鋼鉄天使くるみ2式（技術員）
- 旋風の用心棒（銀鮫社員、刑事）
- パラッパラッパー（牛乳配達）

2003年
- AVENGER（側近）
- NARUTO -ナルト-（2003年 - 2004年、タンゾウ、砂隠れの忍）

2004年
- 魁!!クロマティ高校（ワルD）
- 砂ぼうず（街の人）
- 超変身コス∞プレイヤー（暗黒宇宙テロリスト）
- MAJOR 1st season（選手）

2005年
- ツバサ・クロニクル（仮面の男たち）
- 雪の女王（男）

2006年
- ああっ女神さまっ それぞれの翼（司会）
- ガラスの仮面（担当医）
- シルクロード少年 ユート（ナレーション）
- 009-1（ボディーガードA）
- .hack//Roots（PK）
- 西の善き魔女 Astraea Testament（兵士A）
- パンプキン・シザーズ（老人）
- 味楽る!ミミカ（カイト王、不津倉パパ）

2007年
- おおきく振りかぶって（三塁塁審）
- 機神大戦ギガンティック・フォーミュラ（林、アメリカ司令、暗殺部隊隊長、医師、係員、通信）
- 銀魂（志士A、志士、泥水次郎長）
- D.Gray-man（村人C）
- 流星のロックマン（警備員、局員、サテラポリス）
- レ・ミゼラブル 少女コゼット（神父）

2008年
- ゴルゴ13（ニュースキャスター）

### 劇場アニメ
- ああっ女神さまっ（2000年）
- 劇場版 NARUTO -ナルト- 大激突!幻の地底遺跡だってばよ（2005年、砂の忍）
- 真救世主伝説 北斗の拳 ラオウ伝 殉愛の章（2006年、兵士）

### OVA
- 快刀乱麻 THE ANIMATION（1999年、男）
- 菜々子解体診書（1999年、兵士）
- 撲殺天使ドクロちゃん（2005年 - 2007年、西田）
- 今日からマ王! R（2007年、盗賊団リーダー）
- 星の海のアムリ（2008年、Q9特選隊[8]）

### ゲーム
- プリンセスメーカー（2000年）
- 幕末恋華 新選組（2004年、服部武雄）

### ドラマCD
- 少年陰陽師（異邦の妖異たち）

### BLCD
- キレパパ。2（男性司会者）

### 吹き替え

#### 映画
- アリゲーター/愛と復讐のワニ人間
- アローン・イン・ザ・ダーク
- グッバイ、レーニン!
- 戦場にかける橋 ※ソフト版
- 容疑者

#### アニメ
- アクアキッズ（ジーノの父）
- エル・ドラド 黄金の都
- Oops!フェアリーペアレンツ
- ザ・バットマン（エブリウェアマン/ジョン・マーロウ）
- ティーン・タイタンズ（ビリー・ヌメラス、ネガティブマン）

### その他コンテンツ
- CASIO EXILIM EX-FC100（ナレーション）
- ビクトリア〜愛と復讐の嵐 DVDボックススポット（ナレーション）
- メディアージュ内アトラクション「イエロー・サブマリン・アドベンチャー」（キャプテンフレッド）※営業終了